# خورخه بنگوچه
خورخه بنگوچه (اسپانیایی: Jorge Benguché‎؛ زادهٔ ۲۱ مهٔ ۱۹۹۶) بازیکن فوتبال اهل هندوراس است.
از باشگاه‌هایی که در آن بازی کرده است می‌توان به باشگاه فوتبال دپورتیوو المپیا اشاره کرد.
وی همچنین در تیم‌های ملی فوتبال زیر ۲۳ سال هندوراس و هندوراس بازی کرده است.